# Maurício Grabois
Maurício Grabois, né le 2 octobre 1912 et mort le 25 décembre 1973, est un militant communiste brésilien. Durant sa vie militante, il eut plusieurs surnoms - Mário, Abel, Chico, Velho - pour échapper aux repérages policiers systématiques contre les communistes qu'ont pratiqués les différents régimes brésiliens jusqu'en 1985. Élu député à l'Assemblée Constituante de 1945-1946, il siège jusqu'en 1948. Il est cofondateur du Parti communiste du Brésil en 1962.  

## Jusqu'à la Seconde guerre mondiale
Il est le fils du commerçant Agostim Grabois et de Dora Grabois, tous deux Juifs de nationalité russe.
Il intègre le Parti Communiste du Brésil (à l'époque, encore sous le sigle PCB) en 1930 après s'être installé à Rio de Janeiro. Il entre à l'École Militaire de Realengo en 1931, mais ne termina pas la formation, car il en est expulsé. Plus tard, en 1933, il entre à l'École d'Agronomie, mais il abandonne deux années plus tard les études pour se consacrer uniquement à la lutte politique révolutionnaire. Il devient responsable du secteur agitprop de la Jeunesse Communiste du Brésil en 1934. Il a participé activement à la formation du Front antifasciste, l'Aliança Nacional Libertadora (ANL), qui vit son apogée lors des soulèvements de novembre 1935.
En 1940, durant l'Estado Novo, période de répression et de persécution des communistes, il est condamné par contumace, se faisant arrêter en 1941. Il retrouve sa liberté en 1942, et, avec d'autres camarades, participe à la réorganisation du PCB et à la formation de sa Commission Nationale d'Organisation Provisoire (CNOP), dont il devient un des dirigeants nationaux.

## Après 1945
En 1945, avec la victoire de l'URSS et des forces alliées sur les nazis, s'ouvrit au monde une nouvelle conjoncture pour les luttes populaires. À ce moment, les communistes sont reconnus pour leur participation décisive dans la défaite de l'Axe et ceci a une forte répercussion sur leur travail politique et l'augmentation du nombre de militants. Au Brésil, l'Estado Novo prend fin et le PCB entre dans la légalité. Aux élections pour l'Assemblée constituante de 1945, le Parti voit l'élection d'un sénateur - Luiz Carlos Prestes - et de quatorze députés, dont Maurício Grabois qui fut choisi comme représentant du groupe communiste.
Mais la période légale du PCB fut de courte durée et dès le début de 1948 ses membres voient leurs mandats cassés. Avec les nouvelles persécutions, Grabois et plusieurs de ses camarades retournent à la clandestinité. Au début et au milieu des années 1950, de nombreuses grèves urbaines et luttes paysannes armées se déroulent dans lesquelles le PCB est fortement impliqué.
Les décisions prises lors de la réunion du XXe Congrès du Parti Communiste d'Union Soviétique ont été considérées comme un « virage à droite » parmi certains communistes. En 1962, Maurício Grabois et d'autres dirigeants, parmi lesquels Pedro Pomar, João Amazonas, Diógenes Arruda et Carlos Danielli, firent une évaluation critique de positions qu'ils jugeaient réformistes et que le PCB acceptait. Faisant sécession, ils créent un parti dissident, le Parti Communiste du Brésil. Le PCdoB était né, et le PCB devenait le Parti communiste brésilien.

## La dictature
Grabois passe de nouveau dans la clandestinité après le coup d'État de 1964, qui voit le maréchal Castelo Branco renverser le gouvernement de João Goulart. Le 27 octobre 1965, il voit ses droits politiques cassés par l'Acte institutionnel nº 2 (AI2) et fut condamné à plusieurs peines de prison.
D'autres dirigeants critiquaient les positions du PCB qu'ils jugeaient réformistes et pacifistes et quittèrent le PCB. Quelques organisations révolutionnaires se formèrent avec le but de mener un affrontement armée contre la dictature. Grabois contribua à cette période aux reformulations marxistes-léninistes théoriques du PCdoB et à la stratégie de « guerre populaire prolongée » au Brésil. Le PCdoB déplaça des dizaines de militants vers les zones rurales du pays, dans sa tentative d'organiser la lutte armée guérilla dans la région de l'Araguaia. Grabois fut détaché du PCdoB pour diriger la Commission Militaire et commander les forces guérilleras et transféré dans la région, où il arriva à Marabá en 1967.
Le mouvement est détecté par l'appareil répressif de la dictature qui mène une première campagne militaire en avril 1972 contre les militants du PCdoB, mais ne réussit pas à les vaincre. La violence s'intensifie dans la région avec un énorme appareillage de bombes, d'hélicoptères et avions contre les Forces Guérilleras de l'Araguaia. Ce fut lors de la troisième campagne, lancée en octobre 1973, avec le déplacement de milliers de soldats et un travail d'infiltration intense, que l'Armée et les autres forces de répression réussirent à abattre la guérilla à la moitié de l'année 1974.
Maurício Grabois tombe au combat le 25 décembre 1973, peu de temps après la mort de son fils André Grabois lors de cette troisième campagne,.

## Post mortem
Maurício Grabois  et tous les guérilleros qui décédèrent sur l'Araguaia intégrèrent la liste des disparus politiques de la dictature militaire qui, à une exception près, ne virent jamais leurs corps rendus à leurs proches pour être enterrés. En mars 2010, le gouvernement annonça que sa dépouille pouvait se trouver dans une fosse de Brejo Grande do Araguaia, à 90 km de Marabá, où on aurait également trouvé les restes d'Antônio Teodoro de Castro.
En 1979, il est amnistié avec 28 autres, dont João Amazonas, des crimes dont il avait été accusé.